# Касторс Брен
Касторс Брен (англ. Basketball Club Braine Beavers) — баскетбольный клуб с мужскими и женскими командами, базирующийся в коммуне Брен-л’Аллё, Бельгия. Женская команда выступает в Национальном первом дивизионе и завоевала титул в 2014 году. Мужская команда выступает в провинциальном дивизионе.

## История
Клуб основан в 1939 году.
В сезонах 1987/1988, 1990/1991 и 1996/1997 годов мужская команда принимала участие в кубке Корача.
Женская команда вышла в первый национальный дивизион в 2011 году. В 2014 году женская команда Касторс Брен выиграла чемпионат и кубок страны. Выиграв титул, проследовала в еврокубки, где она заняла второе место в кубке Европы ФИБА в сезоне 2014/2015 годов, став первой бельгийской командой, которая вышла в европейский финал. С тех пор Касторс Брен выиграла все последующие шесть чемпионатов Бельгии, а также три кубка Бельгии в 2015, 2017 и 2019 годах.
С начала сезона 2015/2016 годов клуб Касторс Брен стал официально называться Митра Касторс Брен после заключения партнёрских отношений с фирмой Mithra Pharmaceuticals.